# Cimetière national de Mobile
Le cimetière national de Mobile est un cimetière national des États-Unis situé dans la ville de Mobile, en Alabama. Il s'étend sur 5,2 acres (2,1 ha), et à la fin de 2005 contenait 5 326 inhumations. Il s'agit d'une annexe du cimetière de Magnolia plus grand. Le cimetière national de Mobile est administré par le cimetière national de Barrancas à Pensacola, en Floride, et est actuellement fermé à de nouvelles inhumations.

## Histoire
Le cimetière national de Mobile est créé en 1865, lorsque les troupes de l'Union occupent la ville de Mobile, après la bataille de la Baie de Mobile, au cours de la guerre de Sécession. Initialement, les victimes de la bataille sont inhumées dans une section du cimetière de Magnolia appartenant à la ville, mais rapidement il y a eu besoin de plus d'espace et un terrain de 3 acres (1,2 ha) est accordé à l'armée par la ville en 1866. En 1871, le cimetière contenait 841 inhumations, surtout des soldats dont les restes ont été transférés à partir d'autres sites de la bataille à proximité.
Le cimetière national de Mobile est inscrite, avec le reste du cimetière de Magnolia, sur le Registre national des lieux historiques le 13 juin 1986.

## Parmi les monuments
- Le monument du 7th Illinois Volunteer Infantry est érigé en 1892 par les survivants de la bataille de fort Blakely.
- Le monument de la fortification confédérée, un monument de granit, est érigé par les filles unies de la Confédération en 1940.

## Inhumations notables
- Soldat de première classe John Dury New, récipiendaire de la médaille d'honneur pour son action lors de la seconde guerre mondiale[3].